# Ronde van Burgos 2006
De Ronde van Burgos  2006 (Spaans: Vuelta a Burgos 2006) werd gehouden van dinsdag 6 augustus tot en met zaterdag 10 augustus en maakte deel uit van de UCI Europe Tour 2006. De renners moesten in totaal 672,4 kilometers afleggen in de 28ste editie van deze wielerronde, verdeeld over vijf etappes. De eindwinnaar werd de Spanjaard Iban Mayo. Titelverdediger was zijn landgenoot Juan Carlos Domínguez. In totaal gingen 142 renners van start, van wie er 111 de eindstreep bereikten.

## Etappe-uitslagen

### 1e etappe
| Briviesca – Medina de Pomar (178 km) |                  |                   |          |
| Plaats                               | Naam             | Ploeg             | tijd     |
| Winnaar                              | Aaron Kemps      | Astana            | 4u17'08" |
| 2                                    | Steven Caethoven | Chocolade Jacques | +00' 34" |
| 3                                    | Carlos Torrent   | Vina Magna-Cropu  | z.t.     |

### 2e etappe
| Aranda de Duero – Roa de Duero (158 km) |                    |                  |          |
| Plaats                                  | Naam               | Ploeg            | tijd     |
| Winnaar                                 | Carlos Torrent     | Vina Magna-Cropu | 3u29'28" |
| 2                                       | Simone Cadamuro    | Team Milram      | z.t.     |
| 3                                       | José Joaquín Rojas | Astana           | z.t.     |

### 3e etappe
| Lerma – Lerma (individuele tijdrit over 13 km) |                     |                     |          |
| Plaats                                         | Naam                | Ploeg               | tijd     |
| Winnaar                                        | José Iván Gutiérrez | Caisse d'Epargne-IB | 0u16'38" |
| 2                                              | David Herrero       | Euskaltel-Euskadi   | + 7"     |
| 3                                              | Antonio Colom       | Caisse d'Epargne-IB | + 11"    |

### 4e etappe
| Vilviestre – Lagos de Neila (148,8 km) |                    |                   |          |
| Plaats                                 | Naam               | Ploeg             | tijd     |
| Winnaar                                | Iban Mayo          | Euskaltel-Euskadi | 3u50'26" |
| 2                                      | Mauricio Soler     | Acqua & Sapone    | + 21"    |
| 3                                      | Sergio Ghisalberti | Team Milram       | + 31"    |

### 5e etappe
| Miranda de Ebro – Burgos (174 km) |                     |                     |          |
| Plaats                            | Naam                | Ploeg               | tijd     |
| Winnaar                           | José Iván Gutiérrez | Caisse d'Epargne-IB | 3u51'22" |
| 2                                 | Carlos Torrent      | Vina Magna-Cropu    | + 4"     |
| 3                                 | Simone Cadamuro     | Team Milram         | z.t.     |

## Eindklassementen

### Puntenklassement
| Plaats      | Naam                | Ploeg               | Punten |
| ----------- | ------------------- | ------------------- | ------ |
| Groene trui | Carlos Torrent      | Vina Magna-Cropu    | 61     |
| 2           | José Iván Gutiérrez | Caisse d'Epargne-IB | 53     |
| 3           | Aaron Kemps         | Astana              | 39     |

### Bergklassement
| Plaats    | Naam               | Ploeg             | Punten |
| --------- | ------------------ | ----------------- | ------ |
| Rode trui | Sergio Ghisalberti | Team Milram       | 38     |
| 2         | Iban Mayo          | Euskaltel-Euskadi | 32     |
| 3         | Alexis Rodríguez   | 3 Molinos Resort  | 32     |

### Sprintklassement
| Plaats      | Naam               | Ploeg                | Punten |
| ----------- | ------------------ | -------------------- | ------ |
| Blauwe trui | José Antonio Lopez | Kaiku                | 11     |
| 2           | Pieter Ghyllebert  | Chocolade Jacques-TV | 7      |
| 3           | Mauricio Bellin    | Team 3C Casalinghi   | 6      |

### Ploegenklassement
| Plaats | Ploeg                | Tijd      |
| ------ | -------------------- | --------- |
|        | Euskaltel-Euskadi    | 47u19'02" |
| 2      | Comunidad Valenciana | + 8"      |
| 3      | Relax-GAM            | + 1' 43"  |

1946 · 1947 · 1948–1980 · 1981 · 1982 · 1983 · 1984 · 1985 · 1986 · 1987 · 1988 · 1989 · 1990 · 1991 · 1992 · 1993 · 1994 · 1995 · 1996 · 1997 · 1998 · 1999 · 2000 · 2001 · 2002 · 2003 · 2004 · 2005 · 2006 · 2007 · 2008 · 2009 · 2010 · 2011 · 2012 · 2013 · 2014 · 2015 · 2016 · 2017 · 2018 · 2019 · 2020 · 2021 · 2022 · 2023 · 2024 · 2025